# 노턴 모터사이클 컴퍼니
노턴 모터사이클 컴퍼니(영어: Norton Motorcycle Company)는 잉글랜드 웨스트 미들랜즈(원래는 버밍엄에 기반을 둠) 솔리헐에 본사를 둔 모터사이클 브랜드이다. 1990년경 몇 년 동안 모터사이클에 이 이름을 사용할 권리는 북미 금융가들이 소유했다. 현재는 인도의 모터사이클 대기업인 TVS 모터 컴퍼니가 소유하고 있다.
이 사업은 1898년에 "이륜차 거래용 부품 및 부속품" 제조업체로 설립되었다. 1902년까지 이 회사는 구매한 엔진으로 모터사이클을 제조하기 시작했다. 1908년에는 노턴이 자체 제작한 엔진이 제품군에 추가되었다. 이것은 단일 실린더와 결국에는 트윈 실린더 모터사이클의 장기 생산과 경주 참여의 오랜 역사를 시작했다. 제2차 세계 대전 동안 노턴은 군용 모델 16 H 및 빅 4 측면 밸브 모터사이클을 거의 100,000대 생산했다.
Associated Motor Cycles는 1953년에 회사를 인수했다. 1966년 Manganese Bronze Holdings의 일부인 노턴-빌리어스로 재편되었고, 1973년 BSA와 합병하여 노턴 빌리어스 트라이엄프를 설립했다.
2008년 말, 영국의 사업가 스튜어트 가너는 미국의 일부 기업들로부터 노턴에 대한 권리를 사들여 노턴을 당시 새로운 미들랜즈 본거지인 도닝턴 파크에서 재출범시켰다. 이곳에서 961cc 노턴 코만도와 새로운 노턴 모터사이클 라인업을 개발할 예정이었다.
이 회사는 2020년 1월에 관리에 들어갔다. 2020년 4월, 관리자인 BDO는 가너의 사업의 특정 부분을 인도의 모터사이클 생산 업체인 TVS 모터 컴퍼니와 관련된 새로운 사업에 매각하기로 합의했다.

## 초기 역사

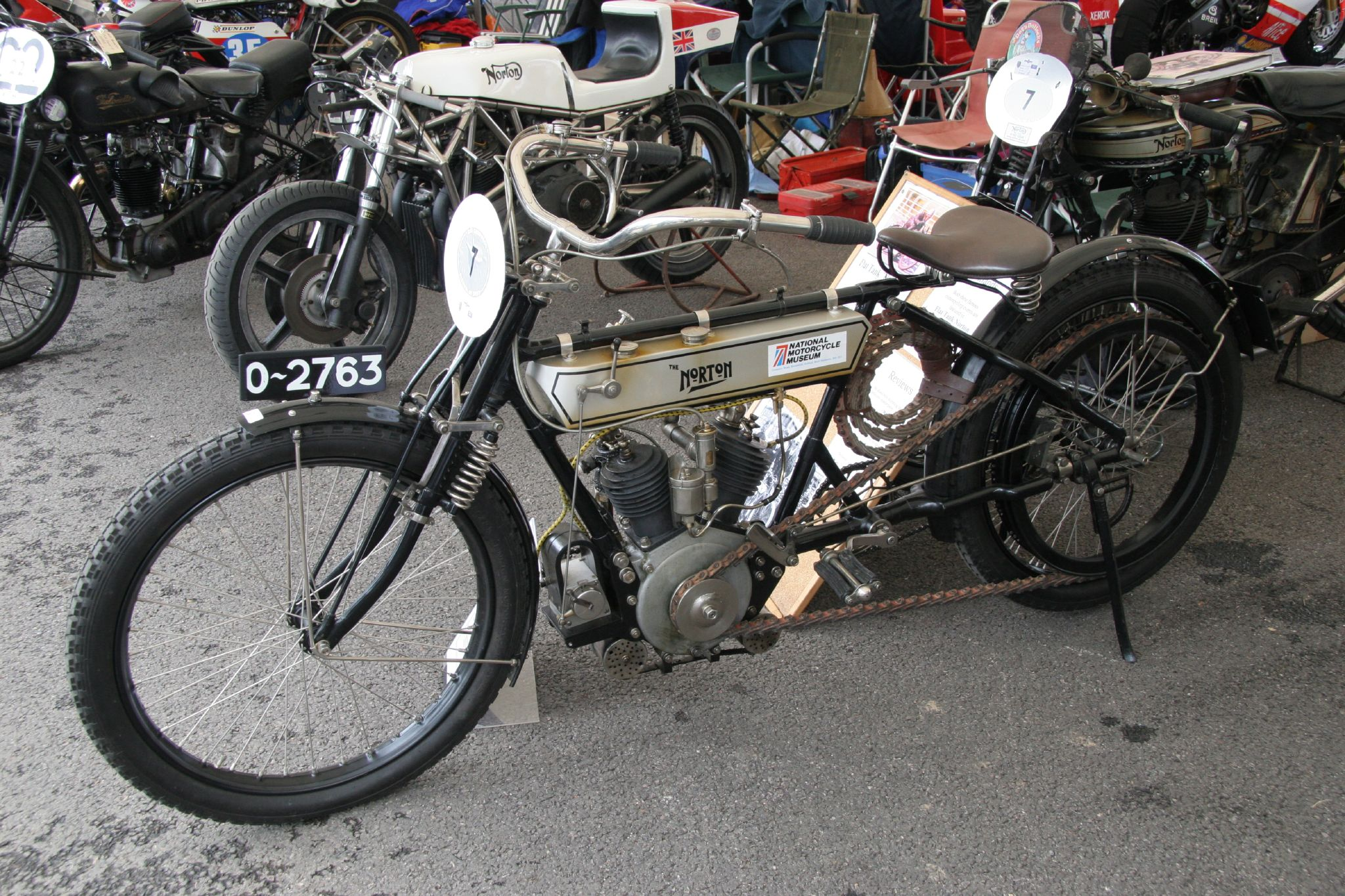
1907년 노턴

원래 회사는 1898년 버밍엄 브래드포드 스트리트 320번지에서 제임스 랜스다운 노턴("파"로 알려짐)에 의해 설립되었다. 1902년 노턴은 프랑스와 스위스 엔진으로 모터사이클을 제작하기 시작했다. 1907년 렘 파울러가 몰았던 푸조 엔진 장착 노턴은 제1회 맨섬 TT 경주에서 트윈 실린더 클래스에서 우승했으며, 이는 1960년대까지 이어진 스포츠 전통의 시작이었다. 1907년 4월, 노턴 매뉴팩처링 사는 버밍엄 플러드게이트 스트리트 데리텐드 브리지의 더 큰 공장으로 이전했다. 최초의 노턴 엔진은 1907년에 제작되었으며, 1908년부터 생산 모델이 출시되었다. 이들은 3.5 hp (490 cc)와 '빅 4' (633cc)였으며, 1950년대 후반까지 거의 변화 없이 계속된 측면 밸브 단일 실린더 엔진 라인의 시작이었다.
첫 번째 노턴 로고는 상당히 단순한 아르누보 디자인으로, 이름이 대문자로 표기되었다. 그러나 1914년 카탈로그 표지에는 제임스 노턴과 그의 딸 에델이 공동으로 만든 새로운 로고가 등장했다. 이는 첫 글자만 대문자인 "컬리 N" 로고로 알려졌으며, 그 이후로 회사에서 사용되었고 1915년에 실제 모터사이클에 처음 등장했다.
1913년에 사업이 쇠퇴하자 주요 채권자인 R. T. Shelley & Co.가 개입하여 회사를 살렸다. 노턴 모터스 Ltd는 얼마 후 제임스 노턴과 밥 셸리의 공동 이사 체제 하에 설립되었다. 셸리의 처남은 튜너 댄 오도노반이었고, 그는 1914년 전쟁이 발발할 때까지 노턴에서 상당한 수의 기록을 세웠다. 그리고 전쟁 중에는 경쟁 오토바이 경주가 대부분 중단되었기 때문에, 이 기록들은 전쟁 후 생산이 재개될 때까지 여전히 유효했다. 1914년 4월 댄 오도노반이 세운 기록:
- 500cc 이하 플라잉 km 81.06 mph, 플라잉 마일 78.60 mph - 490cc 노턴
- 750cc 이하 플라잉 km 및 플라잉 마일은 위 참조
- 500cc 이하 사이드카 장착 플라잉 km 65.65 mph, 플라잉 마일 62.07 mph - 490cc 노턴
- 750cc 이하 사이드카 장착 플라잉 km 및 플라잉 마일은 위 참조

1914년 7월 17일, 오도노반은 490cc 노턴으로 플라잉 5마일 기록(75.88 mph)과 스탠딩 스타트 10마일 기록(73.29 mph)도 세웠다.

## 제1차 세계 대전
노턴은 전쟁 기간 내내 3.5hp 및 빅 4 단기통 생산을 계속했지만, 1916년 11월 군수성은 1916년 11월 15일부터 허가 없이 오토바이 또는 자동차에 대한 추가 작업이 허용되지 않는다는 명령을 내렸다. 이 시점에는 대부분의 오토바이 회사들이 이미 군수품(또는 항공기 부품)을 생산하거나 수출 무역에 전념하고 있었다. 노턴은 수출에 관여하고 있었고, 그해 초에 633cc 빅 4의 새로운 '식민지 모델'을 발표했다. 이 모델은 프레임을 변경하여 지상고를 4.25인치에서 6.5인치로 높였고, 더 큰 탱크, 흙받이의 더 넓은 간격, 그리고 튼튼한 후방 캐리어를 특징으로 했다. 엔진은 변경되지 않았고, 변속기는 Sturmey-Archer 3단 기어박스를 통해 이루어졌다.
1918년 2월, 모터사이클 잡지는 노턴 모터스 방문기를 보도했다. 노턴 씨는 전쟁 후 세 가지 모델을 기대한다고 말했다. 벨트 구동 방식의 3.5마력 490cc TT 모델('스피드 상인'용), 그리고 두 가지 유틸리티 모델이다. 하나는 출력 저하 TT 엔진을 장착하고 다른 하나는 매우 무거운 솔로 또는 사이드카 작업용 빅 포 모델이다. 이 두 모델 모두 3단 스터미-아처 카운터샤프트 기어박스와 모든 체인 드라이브를 장착했다. 또한 그는 알루미늄 피스톤을 실험하고 있었고, 노턴은 군용 및 제국 모델에 대한 세부 정보가 포함된 운전 팁 책자를 발행했다고 밝혔다.
1918년 5월, 노턴은 광고에서 "정부가 현재 생산량 전체를 가져가고 있지만, 우리는 대기 명단을 가지고 있다"고 밝혔다. 이 광고에는 "접근할 수 없는 노턴(Unapproachable Norton)"이라는 문구도 사용되었다. 전쟁 후 모터사이클의 판매 칼럼에 노턴 WD 모델이 거의 나타나지 않았는데, 이는 해외로 선적되었음을 시사하며, 한 주문은 러시아 군대로 갔다고 한다 . 1913-1917년 레드북 영국 자동차, 해양 및 항공 생산 목록을 보면 노턴은 1916년 전체 제품군에서 1917년에는 군용 빅 포만 남은 것으로 나타난다.

## 전간기
노턴은 1919년 4월에 민간용 모터사이클 인도를 재개했으며, 긴 스트로크 단일 실린더 엔진과 별도의 기어박스에 의해 제공되는 신뢰성과 성능을 즐기는 모터사이클 운전자들을 위한 모델들을 내놓았다.
노턴은 또한 경주를 재개했고 1924년에 맨섬 시니어 TT에서 알렉 베넷이 시속 60마일 이상의 평균 속도로 첫 우승을 차지했다. 노턴은 1938년 경주에서 철수할 때까지 이 대회에서 10번 우승했다.
J. L. 노턴은 1925년에 56세의 나이로 사망했지만, 그는 자신의 모터사이클이 1924년 시니어 TT와 사이드카 TT에서 우승하는 것을 보았다. 특히 500cc 모델 18은 노턴의 첫 오버헤드 밸브 단기통 모델이었다.
월터 무어가 설계한 Norton CS1 OHC 엔진은 1927년에 등장했으며, ES2 푸시로드 엔진에 기반을 두고 많은 부품을 사용했다. 무어는 1930년 NSU로 스카우트되었고, 그 후 아서 캐롤은 이후의 모든 OHC 및 DOHC 노턴 단기통 엔진의 기초가 될 완전히 새로운 OHC 엔진을 설계했다. (무어의 NSU 이적은 그의 전 직원들이 NSU가 "노턴 예비 부품 사용"을 의미한다고 농담하게 만들었다) 노턴 경주 전설은 1930년대에 시작되었다. 1931년에서 1939년 사이에 열린 9번의 맨섬 시니어 TT(500cc) 중 노턴은 7번 우승했다.
1934년까지 노턴은 Sturmey-Archer 기어박스와 클러치를 구매했다. Sturmey가 생산을 중단하자 노턴은 디자인 권리를 사들여 독점 기어박스 제조업체인 Burman에서 생산하게 했다.

## 제2차 세계 대전

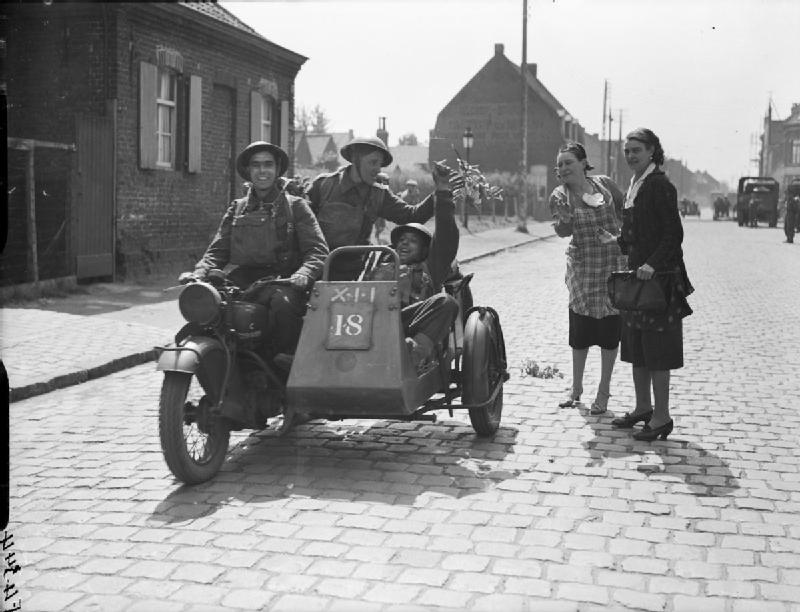
1940년 5월 벨기에에 있는 영국군 노턴과 사이드카

노턴은 1935년 입찰 과정을 거쳐 1936년에 다시 군용 오토바이 생산을 시작했으며, 수정된 Norton 16H가 경쟁자들을 이겼다. 1936년 900대에서 1937년 2000대로, 노턴은 전쟁이 다가오면서 경쟁에서 앞서 있었고, 군대에서 동일한 모델을 유지하는 것은 예비 부품과 유지 보수 측면에서 좋은 이유가 있었다. 1937년에서 1945년 사이에 모든 영국 군용 오토바이의 거의 1/4(100,000대 이상)이 노턴이었으며, 기본적으로 WD 16H (솔로)와 구동 사이드카 휠이 있는 WD 빅 포 장비였다.

## 전후

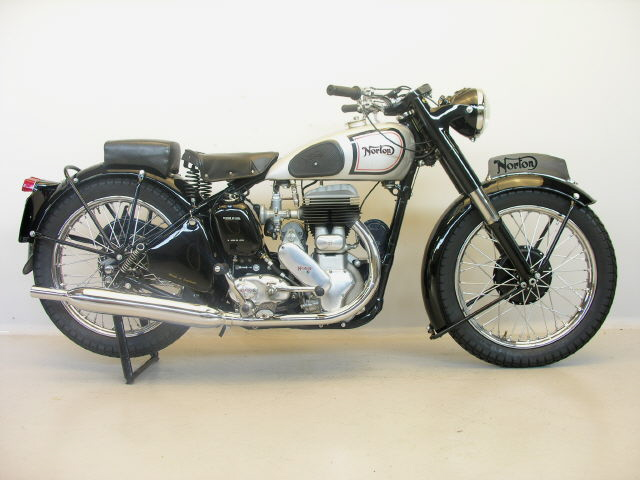
노턴 빅 포 (1952년 모델)

전쟁 후에도 맨섬 시니어 TT에서의 성공은 계속되어, 1947년부터 1954년까지 매년 노턴이 우승했다.
제2차 세계 대전 후, 노턴은 민간용 모터사이클 생산으로 전환하여 점차 제품군을 늘렸다. 1949년의 주요 추가 사항은 버트 홉우드가 설계한 푸시로드 500cc 트윈 실린더 모델인 트윈 실린더 모델 7로, 도미네이터로 알려져 있다. 섀시는 ES2 단일 모델에서 파생되었으며, 망원경식 전면 및 플런저 후면 서스펜션과 "레이다운" 박스로 알려진 업데이트된 버전의 기어박스를 갖추고 있었다. 더 매끈한 흙받이와 탱크는 노턴의 새로운 프리미엄 모델 트윈에 더 현대적인 스타일을 완성했다.
노턴은 단기통 엔진이 다기통 이탈리아 기계와 영국의 AJS로부터 치열한 경쟁에 직면하면서 제2차 세계 대전 이전의 경주 지배력을 되찾기 위해 고군분투했다. 1949년 그랑프리 모터사이클 경주 시즌인 세계 선수권 대회의 첫 해에 노턴은 5위만을 차지했고 AJS가 우승했다. 이는 벨파스트의 맥캔들리스 형제가 1950년 1월 노턴을 위해 개발한 페더베드 프레임이 등장하기 전이었다. 이 프레임은 전설적인 맨스 노턴에 사용되었고 제프 듀크, 존 서티스 및 데릭 민터와 같은 라이더들이 경주했다. 페더베드 프레임은 곧 질량-강성 분포가 좋은 오토바이 제작을 가능하게 하는 디자인으로, 다른 모든 프레임을 평가하는 기준이 되었다.
노턴은 또한 엔진 배치도 실험했으며, 엔진을 약간 위/아래, 앞/뒤, 심지어 좌/우로 움직이는 것이 핸들링 측면에서 "최적 지점"을 제공할 수 있다는 것을 발견했다. 오토바이 디자이너들은 여전히 이 방법을 사용하여 오토바이 핸들링을 미세 조정한다.
1951년 노턴 도미네이터는 모델 88이라는 이름으로 페더베드 프레임을 장착하여 수출 시장에 출시되었다. 이후 이 프레임의 생산량이 증가함에 따라 정규 생산 모델이 되었고, OHV 단기통 모델을 포함한 다른 모델들을 위한 변형으로도 제작되었다.
맨스 노턴은 또한 전후 자동차 경주의 발전에 중요한 역할을 했다. 1950년 말, 영국 전국 500cc 규정은 새로운 포뮬러 3으로 채택되었다. JAP 스피드웨이 엔진이 처음에는 이 부문을 지배했지만, 맨스 엔진은 훨씬 더 많은 출력을 낼 수 있었고 선택의 엔진이 되었다. 노턴은 별도의 엔진을 판매하지 않았기 때문에 500cc 자동차 경주를 위해 엔진을 분해하기 위해 많은 완성된 모터사이클이 구입되었다.
경주에서의 성공은 카페 레이서를 통해 거리로 이어졌는데, 그중 일부는 페더베드 프레임에 다른 제조업체의 엔진을 사용하여 두 세계의 장점을 모두 갖춘 하이브리드 머신을 만들기도 했다. 이 중 가장 유명한 것은 트라이튼 모터사이클로, 노턴 페더베드 프레임에 트라이엄프 트윈 엔진을 장착한 것이었다.

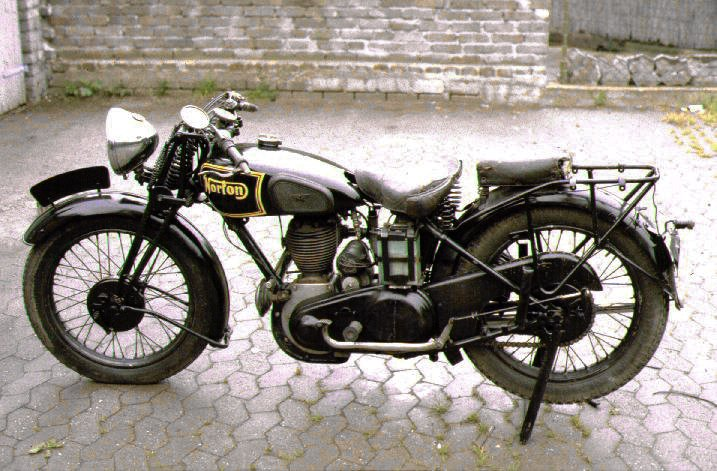
1943/44년 군용 노턴 WD16H 모델의 민수용 버전
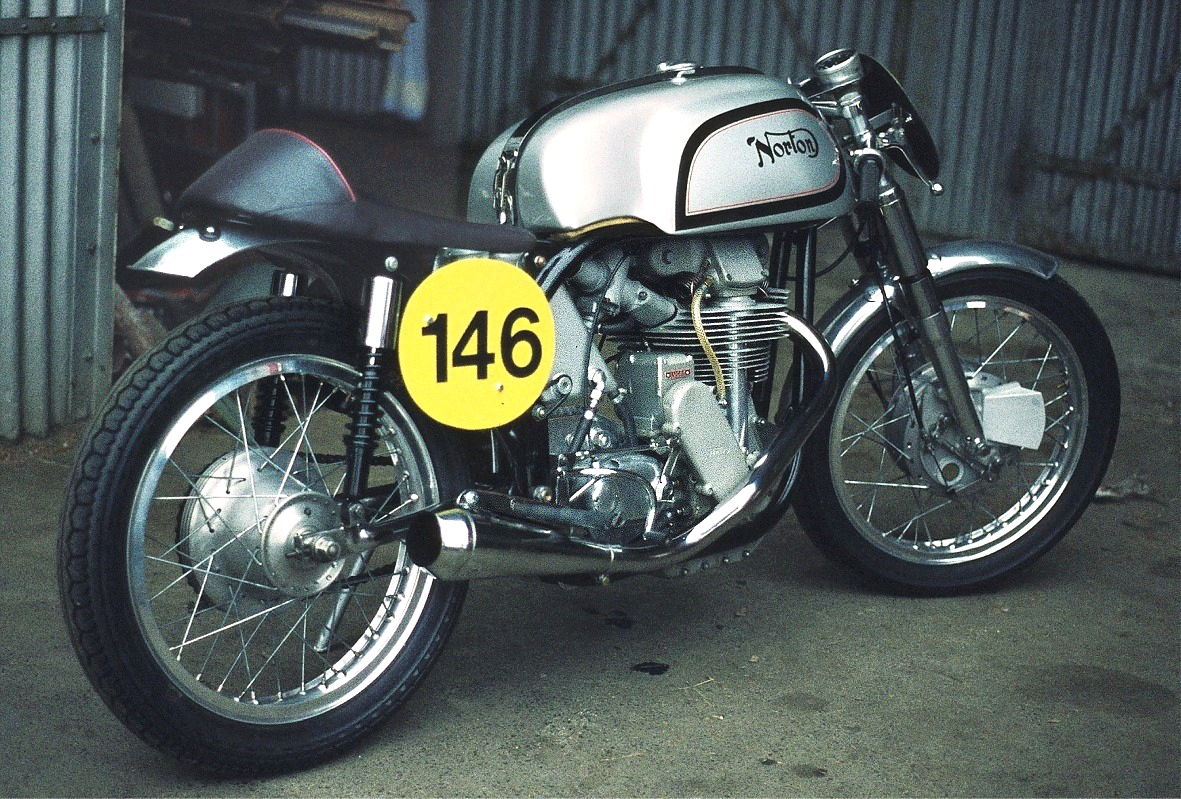
1954년 노턴 맨스
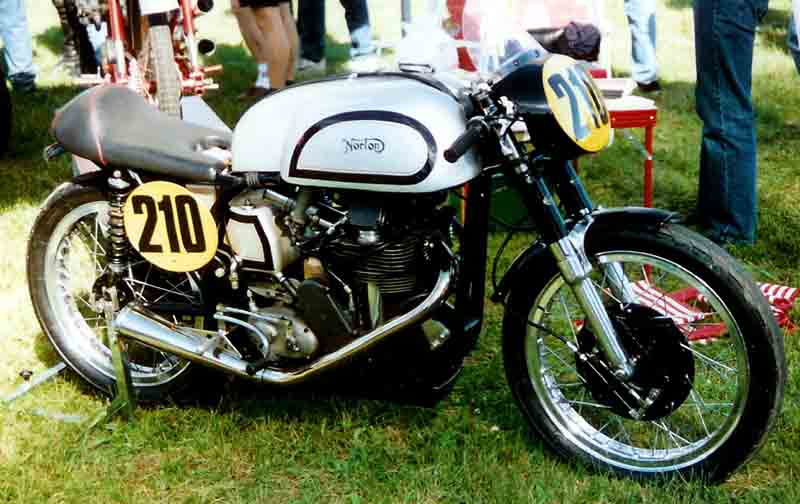
1958년 노턴 맨스 500 cc 레이서
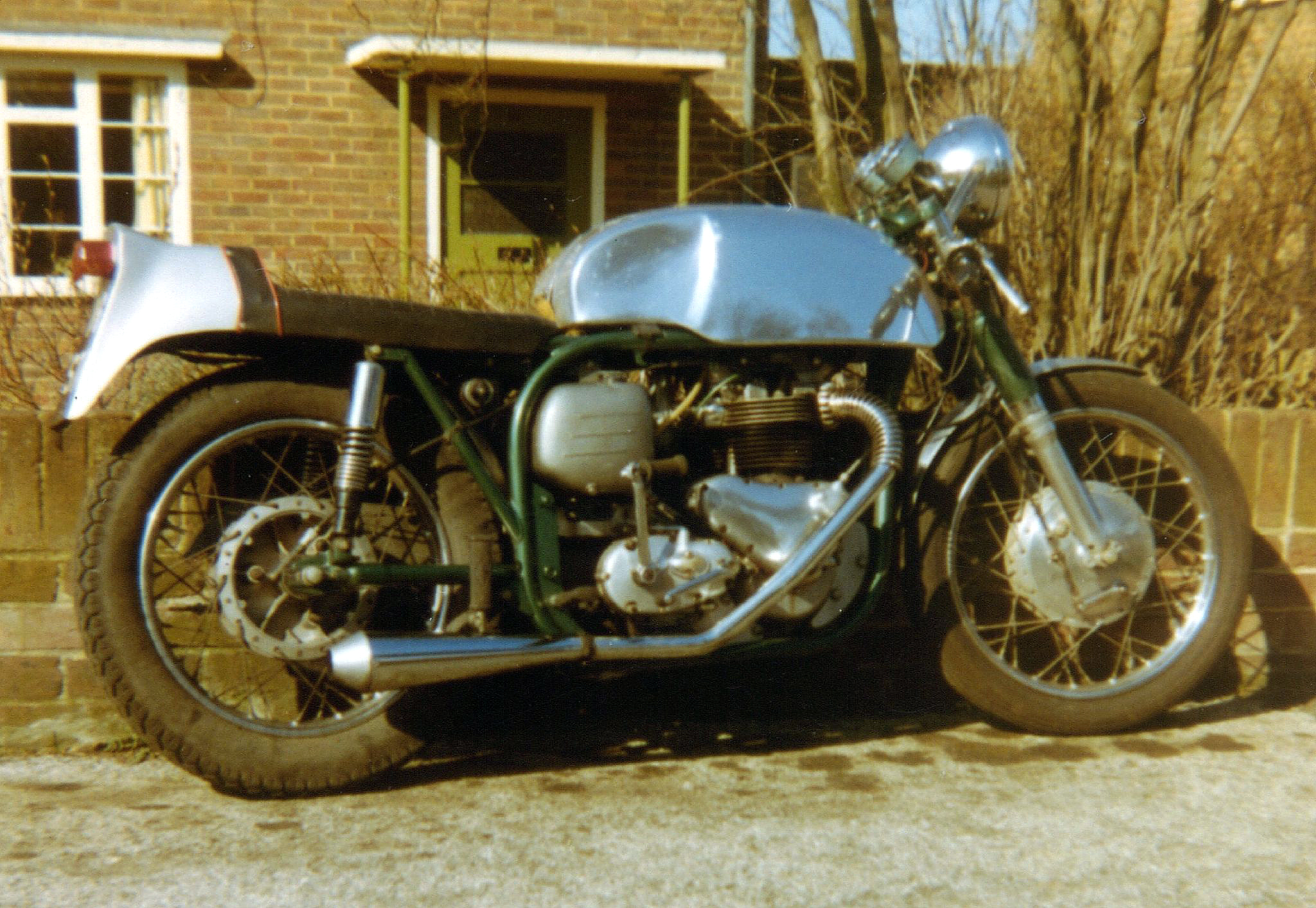
프리 유닛 트라이엄프 엔진 트리톤 카페 레이서
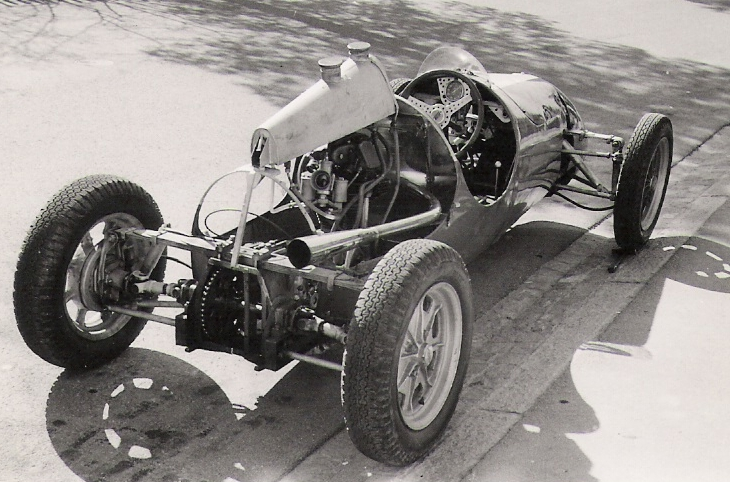
쿠퍼 포뮬러 500 레이싱 카의 노턴 맨스 엔진
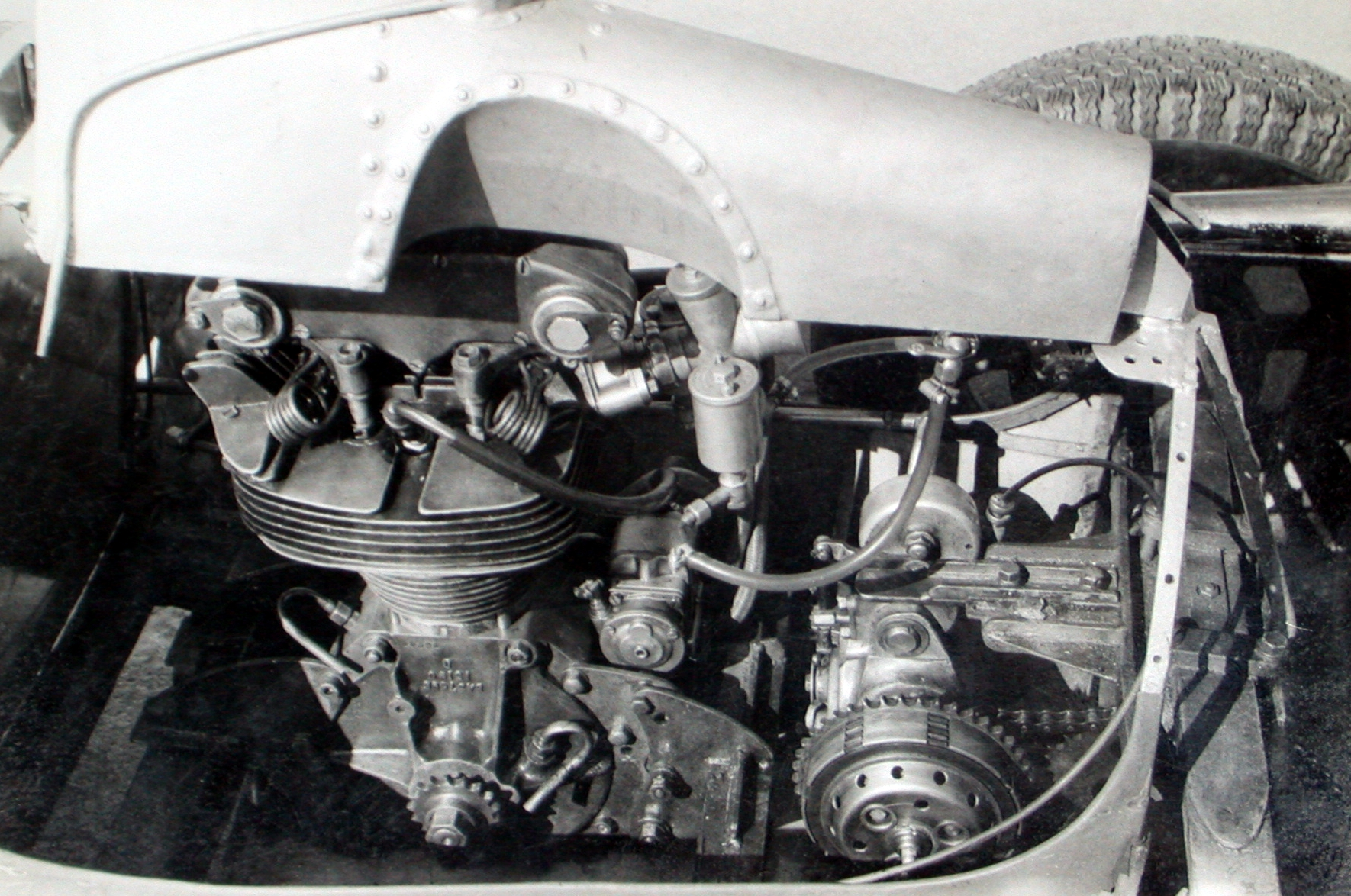
쿠퍼에 엔진이 설치된 모습

## AMC
경주에서의 성공에도 불구하고, 혹은 그 때문에 노턴은 재정적 어려움을 겪었다. 레이놀즈 테크놀로지는 매우 인기 있는 페더베드 프레임을 많이 만들 수 없었고, 고객들은 구형 프레임이 장착된 기계를 구매하는 데 흥미를 잃었다. 1953년 노턴은 AMC에 매각되었고, AMC는 AJS, Matchless, Francis-Barnett, 제임스 브랜드를 소유하고 있었다. 1962년 버밍엄 브레이스브리지 스트리트의 노턴 공장이 폐쇄되었고, 생산은 AMC의 런던 남동부 울리치 공장으로 이전되었다.
AMC 소유하에서 노턴 기어박스의 훨씬 개선된 버전이 개발되었으며, AJS, Matchless, Norton의 모든 대형 모델에 사용되었다. 다시 말하지만, 주요 변경 사항은 기어 선택 개선을 위한 것이었다.
1955년 9월, 600cc 도미네이터 99가 출시되었다.
1946년부터 1953년까지의 롱 스트로크 맨스 노턴은 79.6 mm × 100 mm (3.1 in × 3.9 in)으로 처음에는 SOHC였으며, DOHC 엔진은 1949년에 선호되는 레이서들에게 제공되었다. 쇼트 스트로크 모델(1953년부터 1962년)은 보어와 스트로크가 86 mm × 85.6 mm (3.4 in × 3.4 in)였다. 건식 섬프 499cc 단기통 모터에 두 개의 밸브가 베벨 드라이브로 작동하고, 샤프트 구동식 트윈 오버헤드 캠축이 사용되었다. 압축비는 11:1이었다. Amal GP 카뷰레터와 루카스 레이싱 마그네토를 장착했다. 1962년 500cc 맨스 노턴은 6,780rpm에서 50 bhp (37 kW)를 생산했고, 무게는 142 kg (313 lb)였으며, 최고 속도는 209 km/h (130 mph)였다.
1960년, 도로용 페더베드 프레임의 새로운 버전이 개발되었는데, 이는 라이더의 무릎 사이 폭을 줄여 편안함을 높이기 위해 상부 프레임 레일을 안쪽으로 구부린 것이었다. 이 변경은 또한 넓은 프레임 때문에 땅에 발이 닿기 어려웠던 키가 작은 라이더를 수용하기 위한 것이기도 했다. 이 프레임은 "슬림라인" 프레임으로 알려졌으며, 이전 프레임은 "와이드라인"으로 불리게 되었다.
마지막 맨스 노턴은 1963년에 판매되었다. 노턴이 1954년에 그랑프리 레이싱에서 철수했지만, 브레이스브리지 스트리트의 레이스 상점은 1962년까지 계속되었고, 맨스는 개인 레이싱의 주축이 되었으며, 오늘날에도 여전히 높은 가격에 매우 인기가 많다.
1960년 11월 7일, 최초의 새로운 650cc Norton Manxman이 미국 시장 전용으로 출시되었다. 1961년 9월까지 영국 시장에 노턴 650SS가 출시되었고, 750cc(아틀라스)도 출시되었다. 1962년 4월 20일까지 미국 시장에서는 더 많은 출력을 요구했으나, 수직 트윈 엔진의 배기량 증가로 5500rpm에서 진동 문제가 발생했다. 500cc 수직 트윈은 단기통보다 부드럽지만, 수직 트윈의 배기량이 커지면 진동이 증가한다. 750 노턴 아틀라스는 너무 비싸 비용을 줄일 수 없었다. 재정 문제가 심화되었다.
주로 사막 레이서로 사용되던 수출용 바이크인 노턴 P11은 1969년까지 판매되었으며, AJS 모델 33, 매치리스 G15, 노턴 N15는 노턴 아틀라스 엔진을 수정된 매치리스 G85CS 스크램블러 프레임에 AMC 휠과 텔레드롤릭 프론트 포크와 함께 사용했다. 이 바이크는 페더베드 프레임 모델보다 진동이 적다고 알려졌다. 이 시기에는 AMC 단기통 모델도 노턴 배지를 달고 판매되었다.
또한 이 시기 동안 노턴은 세 가지 유사한 소형 이기통 엔진 모델을 개발했는데, 처음에는 노턴 주빌리 250, 그 다음에는 내비게이터 350과 일렉트라 400으로, 일렉트라 400에는 전동 스타터가 장착되었다. 이 모델들은 노턴의 첫 번째 유닛 구조 사용이었다. 엔진은 버트 홉우드가 완전히 새로 설계한 것이었고, 프레임과 구동 장치는 AMC가 소유한 프랜시스-바넷(Francis-Barnett) 제품군에서 가져왔다.

## 노턴-빌리어스
1966년 AMC는 파산하여 Manganese Bronze Holdings의 일부인 노턴-빌리어스로 재편되었다.
750 노턴 아틀라스는 진동으로 유명했다. 노턴은 엔진을 바꾸기보다는 프레임을 바꾸기로 결정했고, 그 결과 아이솔라스틱 프레임의 노턴 코만도 750이 탄생했다.

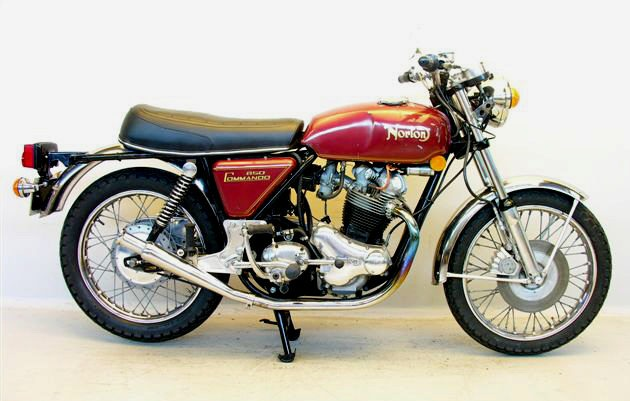
1973년 850 코만도

1967년 코만도 시제품은 11월 얼스 코트 쇼에서 공개되었고, 1968년 생산 모델로 출시되었다. 그 스타일링, 혁신적인 아이솔라스틱 프레임, 강력한 엔진은 매력적인 패키지였다. 코만도는 동시대의 트라이엄프 및 BSA 트윈을 쉽게 능가했으며, 당시 가장 강력하고 핸들링이 뛰어난 영국 오토바이였다. 아이솔라스틱 프레임은 아틀라스보다 훨씬 부드럽게 만들었다. 고무 부싱을 사용하여 엔진과 스윙 암을 프레임, 포크, 라이더로부터 격리시켰다. 그러나 아이솔라스틱 베어링에 통합된 강철 심이 마모되면서, 종종 녹으로 인해, 자전거는 고속 회전 시 후미 흔들림과 같은 좋지 않은 핸들링에 취약해졌다.
"컴뱃" 엔진은 1972년 1월에 트윈 롤러 베어링 크랭크, 10:1 압축비, 6,500rpm에서 65 bhp (48 kW)를 발생시키며 출시되었다. 신뢰성은 즉시 악화되어, 빈번하고 이른 크랭크샤프트 메인 베어링 고장이 발생했으며, 때로는 크랭크샤프트 파손으로 이어지기도 했다. 구형 엔진은 볼 베어링 메인 베어링 하나와 롤러 베어링 메인 베어링 하나를 사용했지만, 컴뱃 엔진은 더 높은 출력에 대처하기 위해 하부-엔드를 강화할 것이라는 잘못된 믿음으로 두 개의 롤러 베어링을 특징으로 했다. 대신, 결과적인 크랭크 굽힘은 롤러가 레이스에 "파고들게" 하여 빠른 고장을 유발했다. 이러한 취약성은 동시대 일본 기계의 신뢰성과 비교할 때 특히 분명했다. 이 문제는 1972년 후반에 '슈퍼블렌드'로 유명한 특수 롤러 베어링으로 처음 해결되었다. 이는 1973년 초에 표준 고용량 롤러 베어링으로 대체되었다.
1973년 4월, 독일 FAG 슈퍼블렌드 베어링이 장착된 8.5:1 압축비의 828cc "850" 엔진이 출시되었다. 이 베어링은 약간 배럴 모양의 롤러를 특징으로 하며, 크랭크 굴곡과 초기 원통형 베어링 롤러가 베어링 표면에 파고드는 컴뱃 엔진의 문제를 해결하기 위해 후기 750cc 엔진에 도입되었다. 이 모델은 6,250rpm에서 51 bhp (38 kW)를 생산했지만, 명시된 출력은 엔진 성능의 실제 모습을 보여주지 못한다. 왜냐하면 증가된 토크가 감소된 마력을 보충하는 것으로 보였기 때문이다.
코만도는 스탠다드 스트리트 모델, 업스웹트 파이프가 있는 유사 스크램블러, 투어러로 포장된 인터스테이트 등 여러 가지 스타일로 제공되었다.

## 노턴 빌리어스 트라이엄프

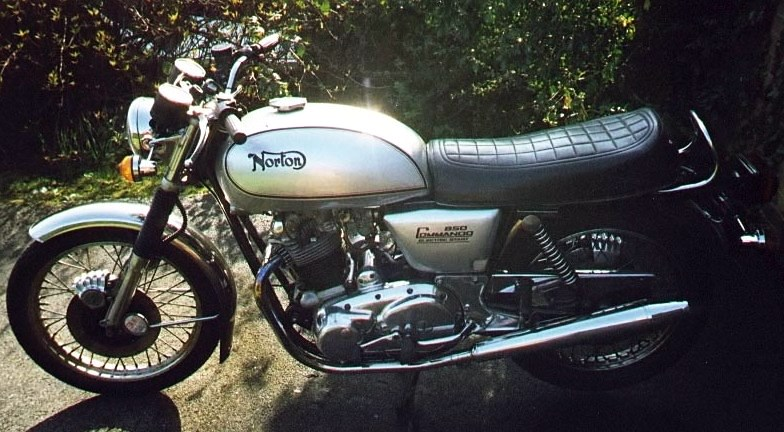
1978년 코만도 인터스테이트 Mk3

1972년 BSA도 재정난을 겪었다. 영국 정부의 지원을 받는 조건으로 노턴-빌리어스와 합병하게 되었고, 1973년에 새로운 노턴 빌리어스 트라이엄프(NVT)가 설립되었다. 트라이엄프 모터사이클이라는 이름은 BSA의 트라이엄프 자회사에서 유래했다.
1973년에는 모노코크 프레스 스틸 프레임을 갖춘 새로운 기계의 개발이 시작되었는데, 여기에는 500cc 트윈 계단식 피스톤 엔진 '울프'도 포함되었다. 그러나 노턴 빌리어스 트라이엄프 회사가 다시 심각한 재정 문제에 직면하면서, '울프'의 개발은 BSA로부터 물려받은 방켈 엔진 유형 엔진을 선호하여 중단되었다.
1974년, 영국의 전 보수당 정부인 에드워드 히스는 보조금을 철회했지만, 1974년 2월 영국 총선 이후 들어선 노동당 정부인 해럴드 윌슨은 이를 복원했다. 공장 부지를 울버햄프턴과 버밍엄(BSA의 스몰 히스 부지)으로 합리화하는 과정에서 트라이엄프의 코번트리 부지에서 산업 분쟁이 발생했다. 트라이엄프는 노동자 협동조합 단독으로 계속 진행될 것이었다. 계속되는 손실에도 불구하고 1974년에는 828 로드스터, 마크 2 하이 라이더, JPN 레플리카 (존 플레이어 노턴), 마크 2a 인터스테이트가 출시되었다. 1975년에는 전동 시동 마크 3 인터스테이트와 로드스터 단 두 가지 모델로 축소되었지만, 영국 정부가 대출금 상환을 요구하고 수출 신용을 거부하면서 해외 판매 능력이 더욱 손상되었다. 여전히 생산되던 두 모델의 생산이 중단되었고 공급이 줄어들었다.

## 방켈 엔진
NVT가 해체된 후, 푸어는 로터리 엔진 작업을 계속하기 위해 셴스톤의 옛 NVT 공장에 노턴 모터스(1978)를 설립했다. 그들은 방켈 엔진 생산을 중단했던 헤라클레스/DKW로부터 모든 방켈 제조 장비를 구매했다. 1979년에 이중 로터 기계의 생산 시제품 25대가 제작되었으며, 1980년에는 500대 생산이 계획되었다. 그러나 푸어는 1979년 12월, 트라이엄프 협동조합을 둘러싼 정치적 상황으로 인해 바이크 출시가 무기한 연기되었다고 발표했다. 이 회사는 1984년에 출시된 민간 및 군 경찰과 RAC를 위한 방켈 엔진 인터폴 2 오토바이 제작에서 성공을 거두었다.
1981년, 로터스 자동차는 프로젝트 노라로 알려진 수랭식 노턴 방켈 엔진의 터보 버전을 장착한 전륜구동 2+2 자동차를 제작할 계획을 세웠다. 노턴과의 협상 끝에 엔진이 사용하기에 충분히 개발되지 않았음이 밝혀졌다. 수랭식 엔진의 개발은 계속되었고, 1984년에는 수랭식 시제품 P51이 제작되었다.
독일 노턴 수입업자 요아힘 "조" 자이퍼트와 공동 벤처로 노턴은 독일 회사인 노턴 모터스 (독일) GmbH를 설립했다.
1987년 푸어의 사망 후, 망간 브론즈는 노턴을 필리프 르루가 이끄는 투자자 그룹에 164만 파운드 스털링에 매각했으며, 이들은 노턴 그룹 PLC를 설립했다.
인터폴 2의 민간 버전인 클래식이 출시되었으며, 100대만 제작되었다. 이후 노턴 방켈 엔진은 수랭식이었다. 커맨더는 1988년에 출시되었고, 이어서 스폰던 프레임의 F1이 출시되었다. 이 모델은 노턴 RCW588 공장 레이싱 머신을 디튠하여 복제한 것으로, 단거리 경주에서 많은 우승을 차지했지만, 잦은 정비, 특히 100마일마다 주행 체인을 교체해야 하는 등 많은 신뢰성 문제가 있었다.
1988년에 브라이언 크라이튼 팀을 대체할 새로운 팀이 투입되어 모델을 개선하고 신뢰성 문제 중 일부를 줄이려고 노력했다. 전 혼다 팀 매니저 배리 심몬스, 혼다 엔지니어 크리스 미휴, 섀시 전문가 론 윌리엄스가 이끄는 이 팀은 저비용 섀시와 장기 신뢰성을 갖춘 엔진을 생산하는 임무를 맡았다. 론 윌리엄스가 설계하고 해리스 프로덕츠가 제작한 섀시는 야마하의 델타 박스 스탬프 패널을 기반으로 했다. 그러나 크리스 미휴의 많은 혁신적인 해결책에도 불구하고, 이 팀은 엔진의 신뢰성을 상업적으로 판매 가능한 수준으로 개선할 수 없었다. 그들은 1,100°C의 배기 온도를 생성하는 엔진을 연료 탱크 아래에 두는 것이 적절하지 않다는 것을 빨리 깨달았다.
NRS 588로 이름이 바뀐 이 팀의 프로젝트는 스티브 히슬롭이 타고 1992년 맨섬 TT에서 우승했으며, 로버트 던롭이 타고 노스 웨스트 200과 얼스터 그랑프리 경주에서 우승했다. 북아일랜드에 있는 동안, 이 팀은 퀸스 대학교 벨파스트의 자동차 엔지니어 고든 블레어를 만났다. 블레어는 일본이 방켈 엔진의 오토바이 변형 개발을 두 가지 주요 이유로 포기했다고 언급했다. 1. 팀이 깨달았듯이, 오토바이 섀시에 너무 많은 열이 갇혀 있었다. 2. 윤활유와 연료를 연소하는 엔진이 생성하는 오염이 너무 커서, 크고 비용이 많이 드는 배기 가스 정화 시스템 없이는 임박한 오염 규제를 충족할 수 없었다. 영국 산업에 대한 그의 TV 시리즈에서 존 하비-존스 경은 회사가 머리보다는 가슴에 의해 지배되었으며, 레이싱 팀만이 구원받을 가치가 있다고 언급했다.
F1은 스타일을 바꾸고 약간 저렴한 F1 스포츠로 계승되었다. 2005년, 이전 노턴 직원 그룹은 기존 부품 재고로 9대의 F1 스포츠 모델을 제작했다고 보고되었다.
1996년, 자이퍼트와 전 노턴 엔지니어 리처드 니거스는 잉글랜드에 노턴 모터스를 등록했다. 다음 해 자이퍼트는 노턴 모터스 (독일) GmbH를 대표하여 일부 유럽 국가(이탈리아, 독일, 스위스, 프랑스, 벨기에, 룩셈부르크 및 네덜란드)에 노턴 상표를 등록했다.

### 항공 엔진
1984년, 텔레다인 콘티넨탈 모터스는 경항공기 엔진용으로 노턴 로터리 기술을 허가했다. 노턴은 무인 항공기(UAV)에 사용하기 위한 엔진 개발을 계속했다.
1991년, 미드웨스트는 경량 항공기 사용에 대한 권리를 획득하고 스태버턴 공항에 본사를 두고 노턴 트윈 로터 엔진에서 미드웨스트 AE 시리즈 항공 엔진을 개발했다.
데이비드 가사이드가 이끄는 노턴의 UAV 엔진 부문 경영진 인수로 1992년 UAV 엔진이 설립되었고, 셴스톤 부지의 일부를 임대했다.

## 북미 소유권
최고 경영자 필리프 르루는 부동산 및 레저 분야에 관심을 가진 그룹으로 회사를 다각화하려고 시도했다. 이 시점에서 영국 무역 산업부는 금융가 필리프 르루와 그의 동료들의 투자에서 부당 행위를 조사하기 시작했으며, 그 후 르루는 최고 경영자직을 사임했다.
700만 파운드의 미결 채무를 관리하기 위해, 1991년 데이비드 맥도널드가 미들랜드 은행의 요청으로 최고 경영자로 임명되었다. 맥도널드는 1993년 캐나다 회사 와일드로즈 벤처스에 약 50만 파운드 스털링에 회사를 매각했다.
와일드로즈 벤처스의 수장인 넬슨 스칼바니아는 회사를 노턴 모터스(1993) Ltd로 재편하고, 그의 딸 로산다를 셴스톤 공장의 총책임자로 임명했다. 새로운 소유주는 공공 전시장에서 1938년에 처음 전시되었던 1904년 트라이엄프를 포함하여 당시 약 50,000파운드의 가치가 있는 것으로 추정되는 10대의 역사적인 오토바이를 소더비 경매에 내놓기 위해 회수하려고 시도했다. 이 오토바이들은 국립자동차박물관, 런던 과학박물관, 코번트리 교통박물관에 여러 곳으로 분산되어 있었다.
박물관들은 대여가 영구적으로 이루어졌다고 가정했기 때문에 이는 논란이 되었다. 전 최고 경영자 데이비드 맥도널드는 "확실히 1984년 이전에 존재했던 모든 것은 현재 회사에 속하지 않는다. 자산은 단순히 이전되지 않았다"고 밝혔다.
와일드로즈 벤처스는 알버타 증권 거래소로부터 거래 중단 명령을 받았다. 1994년, 스칼바니아가 회사 구매를 위해 빌린 돈을 갚을 수 없게 되면서 회사의 소유권은 아퀼리니 인베스트먼트로 넘어갔다. 스칼바니아와의 관계는 그해 7월에 단절된 것으로 보고되었다.
아퀼리니는 노턴 모터스 인터내셔널을 설립했는데, 주요 주주는 아퀼리니가 지배하는 회사인 글로벌 코인 코퍼레이션이었다. 채권자들로부터 자산을 숨기기 위해 노턴은 노턴 인수 회사로, 그 다음에는 할마크 프로퍼티스로 이전되었고, 할마크 프로퍼티스는 노턴 모터사이클즈 Inc.로 이름을 변경했다. 이 모든 회사들은 아퀼리니가 지배하는 회사들이었다.
조셉 노보그라츠는 회사가 청산될 때 마치의 이름을 사용하기 위해 March Engineering의 로빈 허드와 계약을 맺고 1995년 영국의 마치 모터스 Limited를 설립했다. 다음 해 이 회사는 미네소타주로 이전되었다. 이 회사는 전 F1 엔지니어 알 멜링이 운영하는 멜링 컨설턴시 디자인(MCD)과 계약하여 다양한 오토바이, 특히 1,500 cc (92 cu in) V8 네메시스를 설계했다. 아퀼리니는 오토바이에 노턴 이름을 사용하기 위해 마치에 접근했다. 합작 투자가 설립되었는데, 노턴 모터스 인터내셔널 Inc.는 셴스톤 공장을 포함한 아퀼리니 노턴의 모든 자산을 새로운 회사로 이전했다.
새로운 모델 라인업은 1997년 12월 런던 도체스터 호텔에서 열린 투자자 회의에서 선보였으며, 여기에는 750 cc (46 cu in) 4기통 맨스 및 네메시스 시제품이 포함되었다. 생산은 1998년 말 셴스톤에서 시작될 예정이었다. 생산은 그 후 지연되었고 투자자들은 프로젝트에 대한 신뢰를 잃었다. 1999년 11월까지 노턴 모터스 인터내셔널은 파산했다. 멜링과 노턴은 네메시스 시제품을 놓고 법정 다툼을 벌였다.
프리덤 모터사이클즈는 V-트윈 크루저를 개발하고 있었다. 2002년 7월 글로벌 코인은 그들에게 북미에서 노턴 상표를 사용할 수 있는 라이선스를 부여했으며, 250만 달러에 상표를 구매할 수 있는 옵션을 주었다. 프리덤은 노턴 모터 컴퍼니라는 자회사를 설립했다. 글로벌 코인이 라이선스를 발행할 법적 권리에 대한 의문이 제기되었고, 2003년 3월 회사는 미공개 현금 지급 대가로 노턴 이름을 사용할 권리를 포기했다. 회사는 비퍼 모터사이클즈로 이름을 변경했다.
1990년대, 포틀랜드의 빈티지 리빌드(Vintage Rebuilds)의 케니 드리어는 커맨도 모델을 업데이트된 사양과 880cc로 늘어난 배기량으로 재제조하기 시작했으며, 이 바이크들을 노턴 커맨도 VR880이라고 불렀다. 1999년 드리어는 아퀼리니로부터 정지명령을 받았다. 아퀼리니는 드리어가 VR880에 노턴 및 커맨도 이름과 로고를 사용할 권리가 없다고 주장했다. 4년간의 법정 싸움 끝에 2000년에 노턴 모터스포츠로 이름을 바꾼 드리어의 회사는 노턴 상표에 대한 권리를 획득했다. 드리어는 자이퍼트와 노턴 이름에 대한 유럽 권리를 획득하는 계약을 마무리하여 노턴 모터스포츠가 전 세계적으로 이름을 사용할 권리를 갖게 되었다. 그러나 상표를 획득하는 비용 때문에 회사는 재정적으로 어려움을 겪었다.
VR880은 코만도를 개발 한계까지 끌어올렸고, 기증 바이크는 구하기가 점점 더 어려워졌다. 드리어는 코만도의 더 현대적인 대체 모델을 만들고 싶어 952 개발을 시작했다. 952의 추가 개발은 961로 이어졌고, 961의 시제품은 2006년 모터사이클 언론으로부터 좋은 평가를 받았다. 그러나 노턴 모터스포츠는 바이크를 생산할 자금을 마련할 수 없었다. 드리어의 투자자/사업 파트너 올리버 커미는 2008년에 사업을 매물로 내놓았다.
클라우디오 카스틸리오니와 MV 아구스타가 노턴 이름을 인수하기로 합의했다. 디자이너 마시모 탐부리니는 현대적인 코만도 트윈 작업에 착수했다. 그러나 이 거래는 MV의 57.75%를 통제하는 은행인 Gevi SpA에 의해 거부되었다.
노턴 로터리 엔지니어링 Ltd는 셴스톤에 설립되었으며, 주요 사업은 로터리 노턴 부품 공급 및 정비였다. 2003년 11월 경매에 부쳐졌고, 모든 부품, 기술 도면 및 지적 재산권은 노턴 모터스 Ltd가 구매했다. 2004년 3월 노턴 모터스 Ltd는 스태퍼드셔 루즐리에 로터리 오너들의 필요를 충족시키기 위한 시설을 열었다.

## 도닝턴 파크 부활

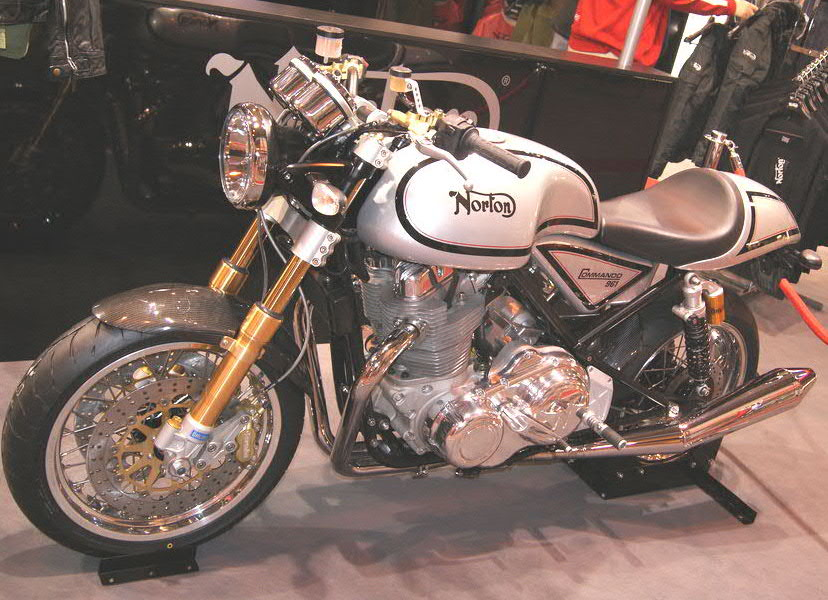
2009년 노턴 코만도 961 스포츠

15년간의 미국 소유권 끝에 노턴 브랜드는 영국 사업가이자 노턴 레이싱 Ltd의 소유주인 스튜어트 가너에게 확보되었다. 가너는 도닝턴 파크에 새로운 15,000 ft2 (1,400 m2) 노턴 공장을 설립하여 드리어 기반의 기계를 개발했다. 새로운 노턴은 961cc(88 mm × 79 mm (3.5 in × 3.1 in)) 공랭 및 유랭 푸시로드 병렬 트윈으로, 기어 구동 카운터밸런서와 270도 크랭크(원래 야마하 TRX850에서 개척된 개념)를 갖추고 있었다. 이 기계는 이전 코만도 모델을 본뜬 단좌 로드스터로, 후륜 출력이 80 hp (60 kW)이며, 최고 속도는 130 mph (210 km/h)를 초과한다고 주장된다.
도닝턴 파크에서의 새로운 작업은 케니 드리어 기반의 961 코만도 모터사이클의 제한적 생산을 시작했다. 새로운 모터사이클은 드리어 바이크의 외형만 공유했다. 모터사이클의 모든 측면은 생산을 위해 재설계되었다. 1980년대에 처음 생산된 로터리 기계의 업데이트 및 개정 버전도 개발 중이다. 회사 로고는 "1924년부터 사용되어 온 't'의 이중 교차를 없앰으로써, [제임스] 노턴과 그의 딸이 디자인한 정체성의 첫 번째 구성을 기리도록" 변경되었다.
2011년 1월, 디자이너 피에르 테르블랑슈가 피아지오/모토 구찌를 떠나 노턴에 합류한다고 발표되었다. 2011년 8월, 영국 장관 빈스 케이블은 정부가 노턴에 750만 파운드의 은행 대출을 보증하여 수출 판매를 위한 안정적인 현금 흐름을 촉진할 것이라고 발표했다. 가너는 이 자금이 노턴이 연간 생산량을 500대에서 1,000대로 두 배 늘릴 수 있도록 해줄 것이라고 답했다.
2020년 1월 29일, 회사가 관리에 들어갔다고 발표되었다. 관리자 BDO는 메트로 은행에 의해 임명되었다. 회사는 원래 60만 파운드였던 미납 세금 30만 파운드로 인해 HM Revenue and Customs 법정에 서 있었으며, 회사 대표는 13만 5천 파운드의 "미결 연구 개발 세금 감면"이 기한이 지났고 부채 금액을 크게 줄일 것이라고 진술했다. HMRC는 회사에 추가 납부 시간을 주었고, 법정 소송은 2월 중순으로 연기되었다. 회사에 투자한 수백 명의 연금 수령자, 노턴 고객, 직원에게 영향을 미친 사기 행위가 있었다는 보고가 있었으며, 정부 장관들은 수백만 파운드의 정부 보조금과 대출이 제공되면서 노턴을 지지했다. 스튜어트 가너 소유의 관련 호텔 사업도 관리 상태에 들어갔으며, 외부 호텔 체인에 의해 일시적으로 운영되었다.
2020년 4월 17일, 인도의 TVS 모터 컴퍼니가 1,600만 파운드로 보고된 현금 거래로 사업을 인수했다고 보도되었다. 단기적으로 그들은 같은 직원들을 사용하여 도닝턴 파크에서 오토바이 생산을 계속할 의도였다. 전 CEO 스튜어트 가너는 새로운 사업에 참여하지 않을 것이었다.
2021년 말, TVS는 몬크스패스, 솔리헐에 새로운 제조 시설을 개장한다고 발표했는데, 초기에 100명 이상의 직원이 배치되어 고급 수공예 오토바이를 생산할 예정이었다.
2022년 2월, 전 CEO 스튜어트 가너는 회사의 유일한 신탁 관리자였던 직원들을 위한 세 가지 연금 제도에서 약 1,100만 파운드를 회사에 투자하기 위해 가져간 것을 인정했다. 2022년 3월 31일 더비 크로인 법원에서 가너는 8개월의 징역형에 집행유예 2년을 선고받았다.
2023년 7월 24일, 영국 국회의원들이 연금 사기 사건 기소에 대한 조사를 시작한다고 발표되었다. 이 조사에서 영국의 금융 규제 기관의 핵심 대표자들을 소환하여 증언을 들을 것이라고 명시되었다.

## 도닝턴 홀

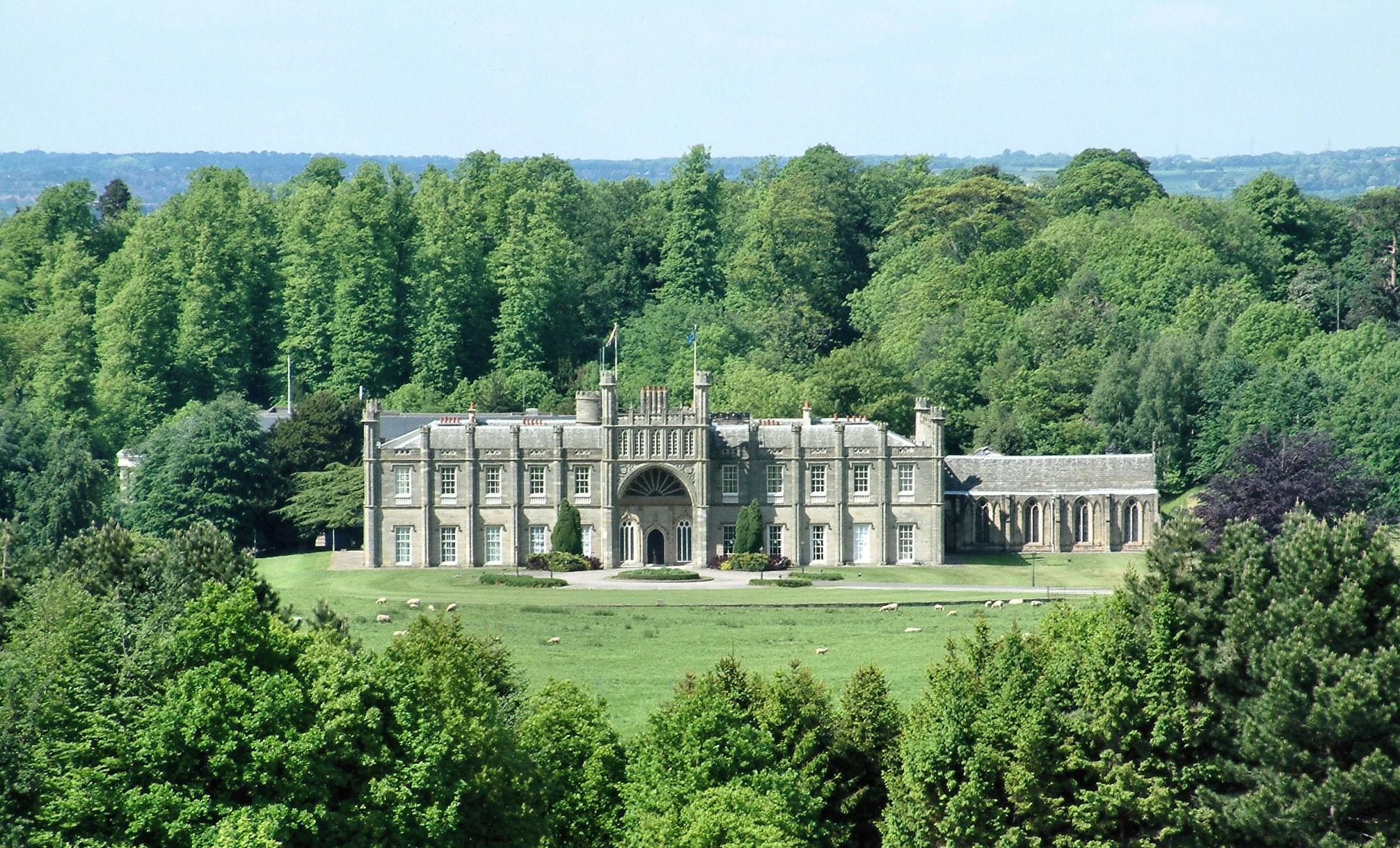
도닝턴 홀

노턴은 2013년 3월 노스웨스트레스터셔의 캐슬 도닝턴 마을 근처에 있는 도닝턴 홀을 새로운 본사로 인수했다. 이 사무실과 엔지니어링 시설은 도닝턴 홀 뒤의 현대적인 건물 단지인 해스팅스 하우스에 위치해 있다. 도닝턴 홀 부지는 공원과 고대 사슴 공원으로 둘러싸인 26에이커의 시골 땅을 포함한다.
노턴 모터사이클즈는 영국항공으로부터 (이전에 브리티시 미들랜드 인터내셔널의 본사였던) 도닝턴 홀을 미공개 금액으로 인수했으며, 약 40명의 직원이 있는 도닝턴 파크의 현재 노턴 공장을 비울 것이라고 발표했다. 도닝턴 파크에서 운영을 전환하는 것은 노턴 바이크의 생산 또는 유통에 방해가 되지 않도록 단계적으로 진행될 것이었다.

## TVS 인수
2020년 4월 17일, TVS 모터 컴퍼니는 1,600만 파운드로 보고된 전액 현금 거래로 브랜드 인수를 발표했다.
2020년 12월, 거의 12개월간의 비활동 끝에 새로운 노턴 오토바이들이 생산 라인에서 출고되었으며, 임시 CEO 존 러셀은 "최초로 생산될 바이크는 40대의 코만도입니다. 사람들이 사랑하는 바이크입니다"라고 발표했다.
2021년 6월, TVS는 로버트 헨첼 박사를 노턴 모터사이클의 최고 경영자(CEO)로 임명했다고 발표했다. 로버트 헨첼 박사는 2017년부터 총괄 이사로 재직했던 발멧 오토모티브 에서 노턴으로 이직했다. 그 전에는 리카도 도이칠란트와 헨첼 시스템의 책임자였으며, 로터스 엔지니어링의 이사도 역임했다.
2022년 2월, 전 CEO 스튜어트 가너는 회사의 유일한 신탁 관리자였던 직원들을 위한 세 가지 연금 제도에서 약 1,100만 파운드를 사업에 투자하기 위해 가져간 것을 인정했다. 2022년 3월 31일 더비 크로인 법원에서 가너는 8개월의 징역형에 집행유예 2년을 선고받았다.
2023년 7월 24일, 영국 국회의원들이 연금 사기 사건 기소에 대한 조사를 시작한다고 발표되었다. 이 조사에서 영국의 금융 규제 기관의 핵심 대표자들을 소환하여 증언을 들을 것이라고 명시되었다.

## 같이 보기
- 노턴의 모터사이클 목록
- 데이비드 가사이드